# Philippe Ermenault
Philippe Ermenault (* 29. April 1969 in Flixecourt) ist ein ehemaliger französischer Radsportler, der hauptsächlich Rennen auf der Bahn fuhr und Olympiasieger sowie zweimal Weltmeister wurde.
Zu Beginn seiner Karriere im Leistungsradsport wurde Philippe Ermenault 1987 Dritter bei den Französischen Meisterschaften auf der Straße; drei Jahre später gewann er eine Etappe der Bayern-Rundfahrt. Anschließend konzentrierte er sich ausschließlich auf den Bahnradsport und wurde Spezialist für Einer- und Mannschaftsverfolgung.
In der Einerverfolgung errang Ermenault zwischen 1992 und 1999 siebenmal den Französischen Meistertitel. Bei den UCI-Bahn-Weltmeisterschaften 1993 in Hamar wurde er Vize-Weltmeister in dieser Disziplin. Bei den Olympischen Sommerspielen 1996 in Atlanta errang Ermenault mit dem französischen Bahn-Vierer (Christophe Capelle, Jean-Michel Monin und Francis Moreau) die Goldmedaille in der Mannschaftsverfolgung und die Silbermedaille in der Einerverfolgung hinter Andrea Collinelli.
1997 bei der Bahn-WM in Perth wurde Ermenault Weltmeister in der Einerverfolgung und konnte diesen Titel im Jahr darauf vor heimischem Publikum in Bordeaux erfolgreich verteidigen. 1999, bei der Bahn-WM in Berlin, wurde er nochmals Vize-Weltmeister mit dem Vierer (mit Cyril Bos, Francis Moreau und Jérôme Neuville). Im Jahr 2000 beendete er seine aktive Radsport-Karriere. Er engagiert sich jedoch weiter im Radsport als Veranstalter und Mitglied der „Promotion Sport Picardie“.